# 阿彌陀鼓音聲王陀羅尼經
阿弥陀鼓音声王陀罗尼经，净土经典之一。全一卷，译者不详。略称鼓音声王经、鼓音声经。以记载有阿弥陀佛父母名号而著称。它是一部结合了净土思想和陀罗尼密咒的经典。

## 内容
本经叙述的是佛陀在瞻波大城为诸比丘说法的经过。佛陀讲述了西方极乐世界，宣扬了阿弥陀佛的功德庄严，并讲述了阿弥陀佛的背景：
阿弥陀佛所在国号叫清泰，父亲名月上，母亲名殊胜妙颜，子名月明；
本经宣扬受持、读诵鼓音声王大陀罗尼，认为十日十夜六时专念，十日之中一定能见到彼阿弥陀佛。